# 99 فرنك
99 فرنك (بالإنجليزية: 99 francs)‏ هو فيلم دراما، وفيلم كوميديا، وفيلم مقتبس من عمل أدبي ‏
أُصدر في 26 سبتمبر 2007، و31 يوليو 2008، في ألمانيا، وكَتَب السيناريو يان كونين، وفريديريك بيجبيديه، وNicolas & Bruno ‏.

## القصة
تقع أحداث الفيلم في باريس.

## طاقم التمثيل
- جان دوجردان
- فرانسو بيرليند
- Cécile Breccia [الإنجليزية]‏
- Alexandra Ansidei ‏
- Joachim Staaf  [لغات أخرى]‏
- انطون ياكوفليف  [لغات أخرى]‏
- ماكس بينيت  [لغات أخرى]‏
- Catherine Davenier  [لغات أخرى]‏
- Titouan Laporte  [لغات أخرى]‏
- باتريك بوافر دارفور
- راشيل بيرغر
- Nicky Marbot  [لغات أخرى]‏
- سيريل ليكومت  [لغات أخرى]‏
- روكو سيفريدي
- فريديريك بيجبيديه
- فاهينا جيوكانتي
- إليسا توفاتي
- باتريك ميل
- Jocelyn Quivrin [الإنجليزية]‏
- يان كونين
- نيكولا مارييه
- انطوان باسلر
- دان هيرزبرج  [لغات أخرى]‏
- دومينيك باسنفلد  [لغات أخرى]‏
- ارسين موسكا  [لغات أخرى]‏
- انيتا أشقر  [لغات أخرى]‏
- Julien Lecat  [لغات أخرى]‏

## وصلات خارجية
- 99 فرنك على موقع IMDb (الإنجليزية)
- 99 فرنك على موقع روتن توميتوز (الإنجليزية)
- 99 فرنك على موقع ألو سيني (الفرنسية)
- 99 فرنك على موقع Turner Classic Movies (الإنجليزية)
- 99 فرنك على موقع أول موفي (الإنجليزية)
- 99 فرنك على موقع فيلمافينيتي (الإسبانية)
- 99 فرنك على موقع قاعدة بيانات الأفلام السويدية (السويدية)
- 99 فرنك على موقع قاعدة بيانات الفيلم (الإنجليزية)
- 99 فرنك على موقع ليتربوكسد (الإنجليزية)
- 99 فرنك على موقع كينوبويسك (الروسية)